# 耶斯特堡
耶斯特堡是德国下萨克森州的一个市镇。总面积27.97平方公里，总人口7427人，其中男性3524人，女性3903人（2011年12月31日），人口密度266人/平方公里。